# 비치발리볼

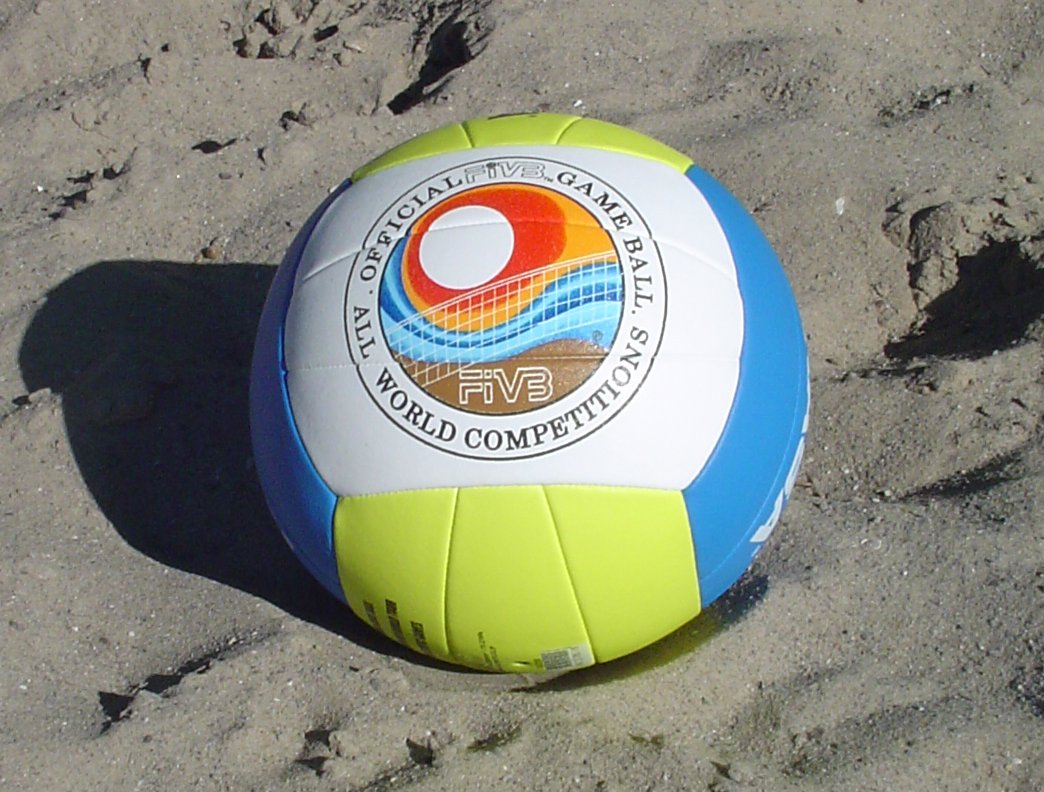
비치발리볼에서 사용되는 공

비치발리볼(beach volleyball)은 해변의 모래밭에서 2인으로 구성된 두 개의 팀이 중앙에 네트를 사이에 두고 경기를 펼치는 배구의 일종이다.

## 역사
최초의 비치발리볼 대회가 1930년대 아메리카 대륙에서 개최되었다. 이후 1996년 애틀랜타 하계 올림픽에서 올림픽 정식 종목으로 채택되었다.
대한민국의 경우 1990년에 비치발리볼 연맹이 발족하여 1991년부터 국제대회를 개최하고 있다. 특히 매년 부산 해운대 해수욕장에서 열리는 비치발리볼 대회는 인기가 높다. 서울 한강시민공원과 강원도 동해안 해수욕장에서도 비치발리볼 경기가 개최된다.

## 경기장 및 시설의 크기

### 코트
- 길이 : 18m
- 너비 : 9m

### 네트
- 높이 : 2.43m(남자), 2.24m(여자), 2.33m(혼성)
- 너비 : 1m

## 경기 방법 및 규칙
와등부등부점 제, 일반 경기는 21점제로 규정되어 있으며(3세트는 15점), 3세트를 치른다. 서브권을 가진 팀이 이기면 점수를 얻으며, 20 : 20, 또는 14 : 14로 듀스가 되면 연속으로 2점을 먼저 얻어야 승리한다. 세트별 양팀 합산 점수가 7의 배수(3세트는 5의 배수)가 되면 코트를 바꾼다.

## 같이 보기
- 비치핸드볼
- 올림픽 비치발리볼

## 참고 자료
- 이 문서에는 다음커뮤니케이션(현 카카오)에서 GFDL 또는 CC-SA 라이선스로 배포한 글로벌 세계대백과사전의 내용을 기초로 작성된 글이 포함되어 있습니다.